# Кубок світу з тріатлону
Кубок світу (англ. ITU Triathlon World Cup) — щорічна серія змагань з тріатлону, що проводилася міжнародної федерацією з 1991 по 2008 рік. З 2009 року головним змагання сезону стала світова серія.

## Набрані очки
На кожному етапі бали отримували перші двадцять спортсменів. У кінці сезону досягнення сумувалися.
| Місце | 1-й | 2-й | 3-й | 4  | 5  | 6  | 7  | 8  | 9  | 10 | 11 | 12 | 13 | 14 | 15 | 16 | 17 | 18 | 19 | 20 |
| ----- | --- | --- | --- | -- | -- | -- | -- | -- | -- | -- | -- | -- | -- | -- | -- | -- | -- | -- | -- | -- |
| Бали  | 50  | 44  | 39  | 35 | 31 | 27 | 24 | 21 | 18 | 15 | 13 | 11 | 9  | 7  | 6  | 5  | 4  | 3  | 2  | 1  |

## Жінки
| Рік  | Золото                  | Срібло                  | Бронза                   |
| ---- | ----------------------- | ----------------------- | ------------------------ |
| 1991 | Карен Смайрс (USA)      | Террі Сміт-Росс (CAN)   | Катерина Девіс (CAN)     |
| 1992 | Мелісса Мантейк (USA)   | Джоанна Рітчі (CAN)     | Джанет Гетфілд (USA)     |
| 1993 | Джоанна Рітчі (CAN)     | Керол Монтгомері (CAN)  | Мішель Джонс (AUS)       |
| 1994 | Дженні Роуз (NZL)       | Джил Лоуренс (USA)      | Сабіна Вестгофф (GER)    |
| 1995 | Емма Керні (AUS)        | Ізабелла Мутон (FRA)    | Керол Монтгомері (CAN)   |
| 1996 | Емма Керні (AUS)        | Керол Монтгомері (CAN)  | Джекі Галлахер (AUS)     |
| 1997 | Емма Керні (AUS)        | Еріка Мольнар (HUN)     | Ізабелла Мутон (FRA)     |
| 1998 | Мішель Джонс (AUS)      | Емма Керні (AUS)        | Ізабелла Мутон (FRA)     |
| 1999 | Лоретта Гарроп (AUS)    | Мішель Джонс (AUS)      | Джекі Галлахер (AUS)     |
| 2000 | Мішель Джонс (AUS)      | Керол Монтгомері (CAN)  | Сірі Ліндлі (USA)        |
| 2001 | Сірі Ліндлі (USA)       | Лоретта Гарроп (AUS)    | Барбара Ліндквіст (USA)  |
| 2002 | Сірі Ліндлі (USA)       | Барбара Ліндквіст (USA) | Лоретта Гарроп (AUS)     |
| 2003 | Барбара Ліндквіст (USA) | Лора Ребак (USA)        | Мішель Джонс (AUS)       |
| 2004 | Аня Діттмер (GER)       | Аннабель Люксфорд (AUS) | Елізабет Блетчфорд (GBR) |
| 2005 | Аннабель Люксфорд (AUS) | Емма Сноусілл (AUS)     | Ванесса Фернандеш (POR)  |
| 2006 | Ванесса Фернандеш (POR) | Жоель Францманн (GER)   | Аня Діттмер (GER)        |
| 2007 | Ванесса Фернандеш (POR) | Емма Моффатт (AUS)      | Саманта Воррінер (NZL)   |
| 2008 | Саманта Воррінер (NZL)  | Фелісіті Абрам (AUS)    | Гелен Такер (GBR)        |

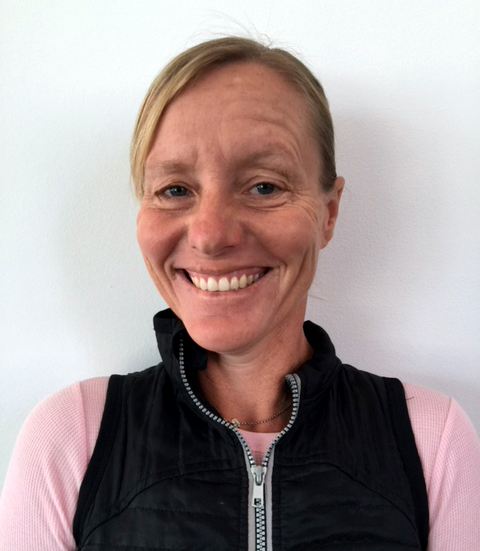
Мішель Джонс
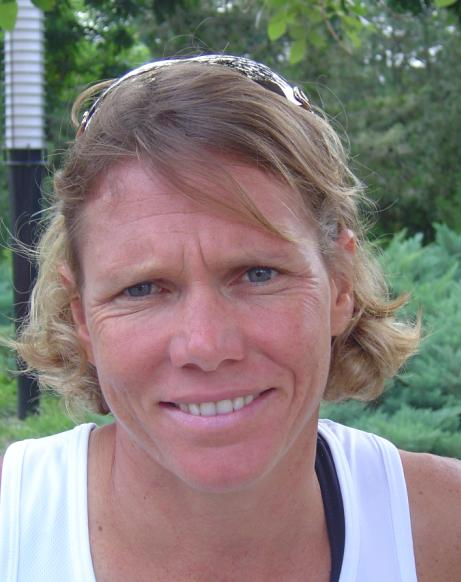
Саманта Воррінер
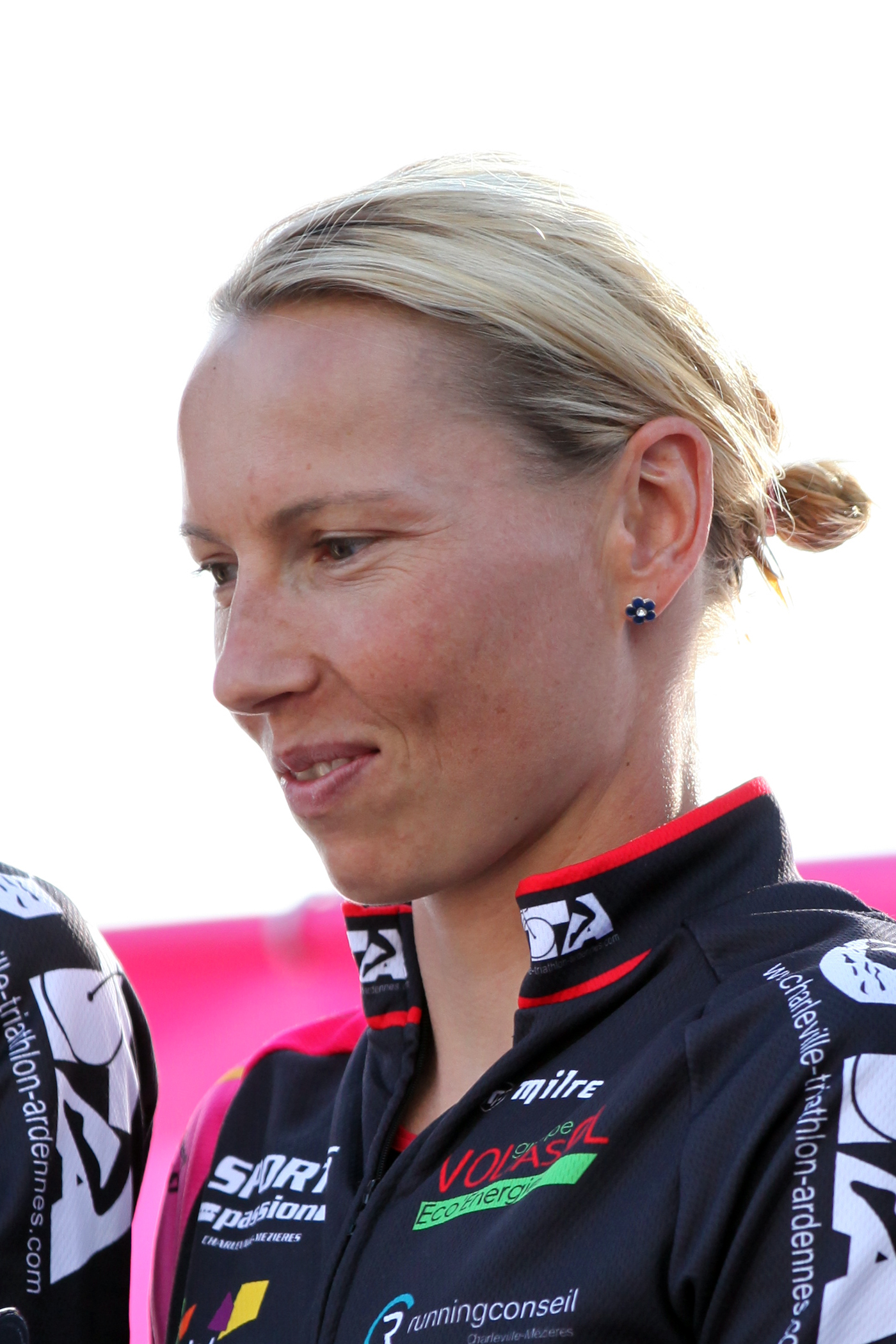
Аня Діттмер

## Чоловіки

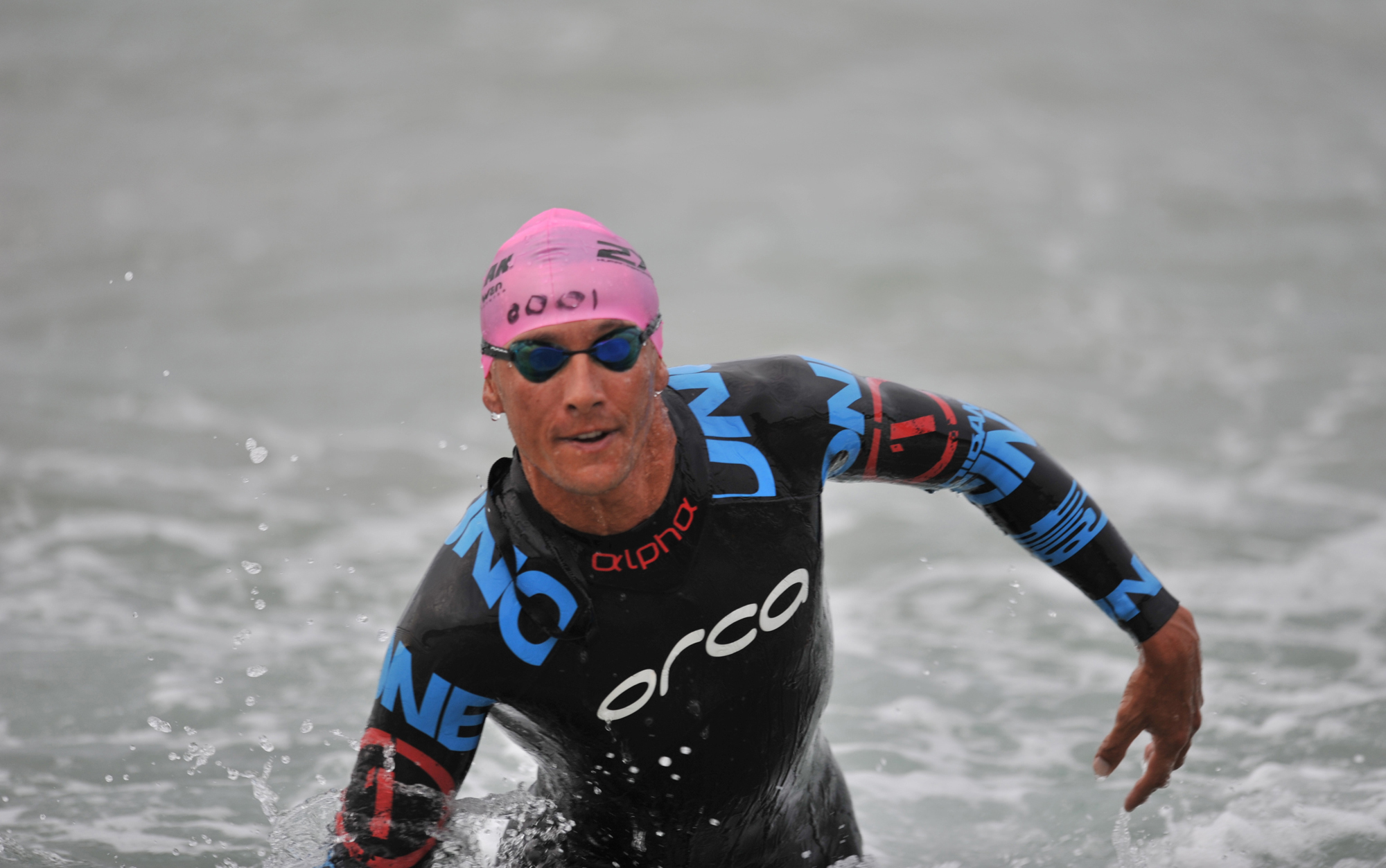
Кріс Маккормак
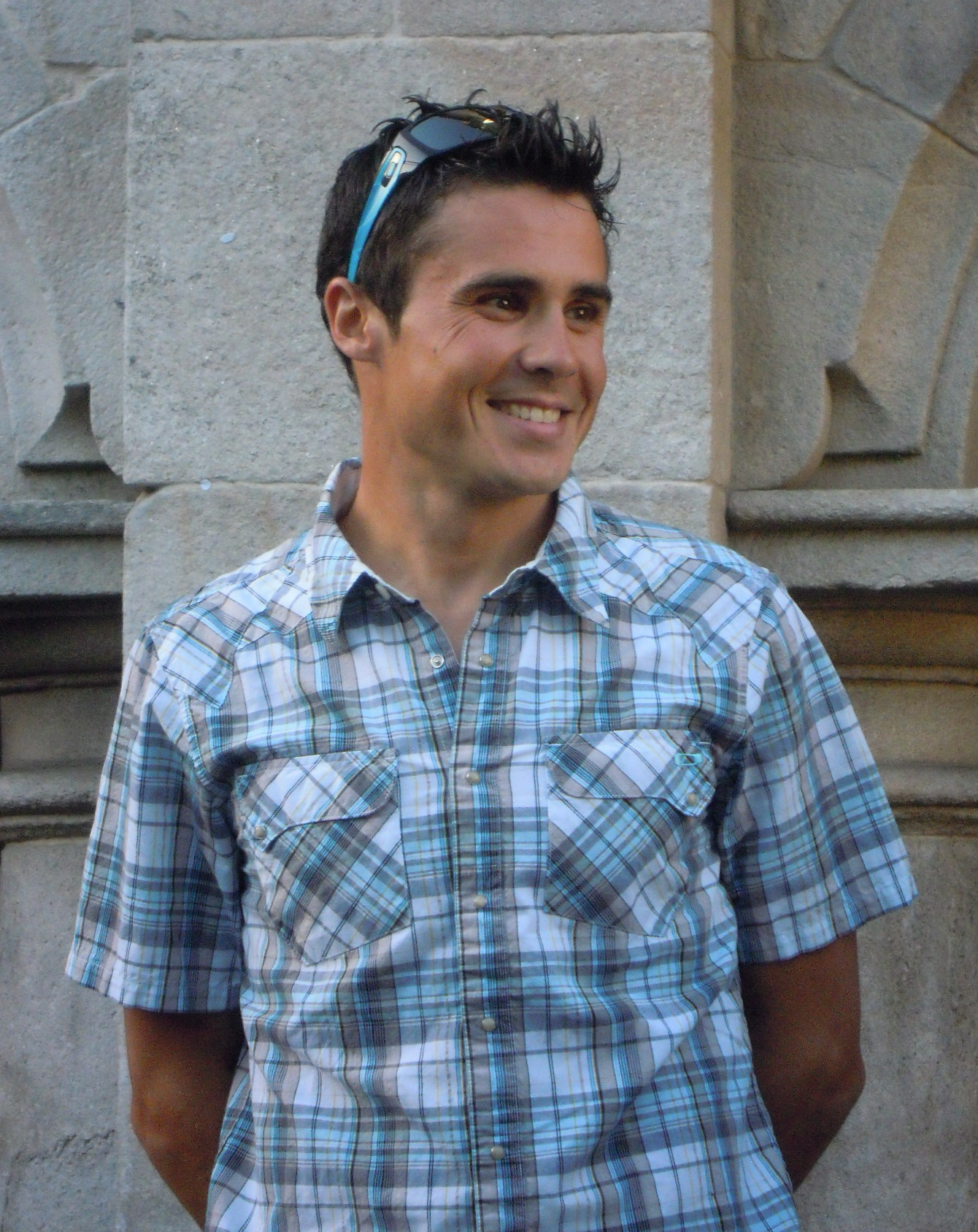
Хав'єр Гомес

| Рік  | Золото                                 | Срібло                       | Бронза                 |
| ---- | -------------------------------------- | ---------------------------- | ---------------------- |
| 1991 | Леандро Маседо (BRA)                   | Грег Велш (AUS)              | Ендрю Макнотон (CAN)   |
| 1992 | Ендрю Макмартін (CAN) Бред Бівен (AUS) | —                            | Гарретт Маккарті (IRL) |
| 1993 | Бред Бівен (AUS)                       | Майлс Стюарт (AUS)           | Білл Браун (USA)       |
| 1994 | Бред Бівен (AUS)                       | Ендрю Макмартін (CAN)        | Філіппе Фаторрі (FRA)  |
| 1995 | Бред Бівен (AUS)                       | Ральф Еггерт (GER)           | Гаміш Картер (NZL)     |
| 1996 | Майлз Стюарт (AUS)                     | Александр Мансан (BRA)       | Леандро Маседо (BRA)   |
| 1997 | Кріс Маккормак (AUS)                   | Гаміш Картер (NZL)           | Грег Беннетт (AUS)     |
| 1998 | Гаміш Картер (NZL)                     | Дмитро Гааг (KAZ)            | Кріс Маккормак (AUS)   |
| 1999 | Ендрю Джонс (GBR)                      | Дмитро Гааг (KAZ)            | Саймон Лессінг (GBR)   |
| 2000 | Дмитро Гааг (KAZ)                      | Гаміш Картер (NZL)           | Саймон Вітфілд (CAN)   |
| 2001 | Кріс Гілл (AUS)                        | Крейг Вотсон (NZL)           | Ендрю Джонс (GBR)      |
| 2002 | Грег Беннетт (AUS)                     | Іван Ранья (ESP)             | Ендрю Джонс (GBR)      |
| 2003 | Грег Беннетт (AUS)                     | Іван Ранья (ESP)             | Бівен Докерті (NZL)    |
| 2004 | Дмитро Гааг (KAZ)                      | Володимир Полікарпенко (UKR) | Стюарт Гейс (GBR)      |
| 2005 | Гантер Кемпер (USA)                    | Бред Калефельдт (AUS)        | Тім Дон (GBR)          |
| 2006 | Хав'єр Гомес (ESP)                     | Володимир Полікарпенко (UKR) | Енді Поттс (USA)       |
| 2007 | Хав'єр Гомес (ESP)                     | Саймон Вітфілд (CAN)         | Бред Калефельдт (AUS)  |
| 2008 | Хав'єр Гомес (ESP)                     | Бівен Докерті (NZL)          | Іван Васильєв (RUS)    |

- Кріс Маккормак
- Хав'єр Гомес